# Sarasaeschna kunigamiensis
Sarasaeschna kunigamiensis là loài chuồn chuồn trong họ Aeshnidae. Loài này được Ishida mô tả khoa học đầu tiên năm 1972.